# The Bow
The Bow è un grattacielo, che ospita gli uffici della sede di Encana Corporation e Cenovus Energy, situato nel centro di Calgary in Canada.

## Descrizione
L'edificio alto 236 metri è attualmente il secondo grattacielo per uffici più alto di Calgary e il terzo più alto in Canada. È stato completato nel 2012 ed è stato classificato tra i primi migliori 10 progetti architettonici nel mondo dell'anno secondo la rivista Azure.